# Ирина Атинянката
Ирина Сарандапихина (на гръцки: Ειρήνη Σαρανταπήχαινα; ок. 752 – 9 август, 803), известна повече като Ирина Атинянката (на гръцки: Ειρήνη η Αθηναία), е византийска императрица от 797 до 802 г. Тя е първата жена в историята на Византийската империя, която управлява еднолично от свое име. Като монарх тя се нарича и титулува „василевс на ромеите“, вместо „августа“ или „василиса“ (императрица), въпреки че на монетите, сечени по нейно време, е наречена „василиса“.
Ирина е съпруга на византийския император Лъв IV Хазарски. След смъртта му е регент на сина си Константин VI, когото в крайна сметка ослепява и отстранява от управлението на империята. Заради постановленията на свикания по нейно време Седми вселенски събор в Никея (Втори Никейски събор) и връщането на православния култ към иконите, Ирина е канонизирана за светица.

## Произход и брак с Лъв IV
Ирина е родена в Атина около 752 г. Тя е част от видното атинско семейство на Сарантапихите. Предполага се, че чичо ѝ Константин Сарантапих, е бил патриций и стратег на тема в Елада. Въпреки че е сираче, Ирина става известна с красотата си и на 1 ноември 769 е доведена в Константинопол от император Константин V Копроним, който я омъжва за сина си Лъв IV на 17 декември 769. На 14 януари 771 Ирина ражда син – бъдещия Константин VI.
След смъртта на Константин V на византийския престол се възкачва Лъв IV, който е само на 25 години. Лъв IV също като своя баща е иконоборец, но първоначално поема по-умерена политика към иконопочитателите, за което не малка роля има влиянието на Ирина върху съпруга ѝ. Тази линия се променя коренно към август 780 г., когато някои придворни са осъдени за иконопочитание. Според слуховете императорът открива икони, скрити сред вещите на съпругата си, поради което категорично отказва да споделя брачното ложе с нея. Лъв IV обаче умира на 8 септември 780 г., а Ирина става регент на малолетния им син Константин VI.

## Регентство
Още в началото на управлението си като регент, Ирина се изправя срещу дворцов заговор на иконоборците, който има за цел да възкачи на престола цезаря Никифор – полубрат на Лъв IV. Заговорът обаче е разкрит, по-голямата част от съзаклятниците са арестувани, измъчвани и ослепени. По заповед на императрицата Никифор е ръкоположен за дякон – духовен сан, който е несъвместим с изпълняването на светски длъжности. Ирина дори заповядва той да извърши рождествената евхаристия в църквата „Св. София“.

### Външна политика
През 781 г. Ирина започва да търси сближение с папството и покровителстваното от него Франкско кралство на Каролингите. Императрицата уговоря брак между сина си и Ротруд – дъщеря на крал Карл Велики. Тя дори изпраща хора, които да научат принцесата на гръцки език. Въпреки това Ирина сама разтрогва годежа през 787 г.
Големи са усилията на императрицата за съхраняването на целостта на империята. През 781 г. тя праща флота срещу Сицилия, където потушава бунта на сицилианския стратег Елпидий. Въпреки успехите на генерал Михаил Лаханодракон, който отблъсва едно арабско нападение по източните граници на империята, Ирина сключва примирие с арабите за три години, като се задължава да им плаща трибут от 90 хиляди динара и 10 хиляди копринени одежди, както и да им осигури достъп до пазарите на империята. Мирът с арабите е необходим, за да може императрицата да съсредоточи вниманието си върху славяните в Гърция и Македония, които са усмирени от имперските войски през следващата 782 г. Това поставя началото на реелинизацията на Елада и Македония.

### Религиозна политика
Основна цел на религиозната политика на Ирина е възстановяването на иконопочитанието. Императрицата обаче не се решава на прибързани действия, поради което първите години от управлението ѝ се отличават с относително умерена политика в тази област – докато трае войната с арабите и славяните. Императрицата се страхува да не загуби подкрепата на войската, която в по-голямата си част е на страната на иконоборството. Въпреки това Ирина открито дава ясни знаци на иконопочитателите за предстоящата промяна – по нейна заповед от заточение са освободени много репресирани монаси, а в Халкедон с тържествена церемония са върнати мощите на Света Ефемия, разпръснати по заповед на Константин V.
След като укрепва властта си, Ирина известява желанието си да възстанови почитта към светите икони. През 784 г. константинополският патриарх Павел се оттегля в манастир и обявява намерението си да освободи патриаршеския престол. По съвет на Ирина патриархът възвестява намерението си да свика и църковен събор. Скоро обаче той умира, след което въпросът за възстановяването на иконопочитанието е поставен открито на дневен ред и се решава да се свика нов Вселенски събор.

#### Седми Вселенски събор
Подготовка
Подготовката за свикването на новия Вселенски събор изисква на първо време да се избере заместник на починалия константинополски патриарх, който да свика събора. При обсъждането на кандидатите за патриаршеския престол в двореца Магнавра (Магнаура), Ирина произнася тържествена реч и изразява открито подкрепата си за кандидатурата на Тарасий, който дори не е духовно лице, а заема длъжността асикрит (императорски секретар). Тарасий е сред хората, подкрепящи идеята за свикването на нов събор. Присъстващите в двореца представители на иконоборството обаче са категорично против, тъй като предишният събор вече е осъдил иконопочитанието. Протестът на иконоборците не е взет под внимание. Тарасий набързо е въведен във всички свещенически санове и на 25 декември 784 г. е ръкоположен за константинополски патриарх. След избора на Тарасий до всички църковни предстоятели е изпратено официално възвание за свикването на нов Вселенски събор, написано от името на Ирина, Константин VI и патриарх Тарасий. В Рим императрицата изпраща посолство, което да предаде покана за участието в събора и на папа Адриан I.
На 27 октомври 785 г. в Константинопол пристига послание от римския папа, което е прочетено в патриаршеския събор, след като от него са отстранени неприятните за патриаршията части, отнасящи се до върховенството на Римската църква над останалите християнски църкви. В общи линии папата приветства желанието на императрицата и сина ѝ да възстановят иконопочитанието във вида му, завещан от светите християнски отци, но поставя и някои условия, за да признае легитимността на събора:
- съборът от 754 г. да бъде публично анатемосан в присъствието на папските легати;
- императрицата, синът ѝ и сенатът да гарантират личната неприкосновеност на папските пратеници на събора;
- връщането на Южна Италия, която по-рано Лъв III предава под юрисдикцията на константинополския патриарх, в римския диоцез;
- константинополският патриарх да не се титулува вселенски.

Папата определя за свои представители на предстоящия събор презвитер Петър и игумен Петър.
Разгонване на събора през 786 г.
Откриването на Седмия Вселенски събор е насрочено за 7 август 786 г. Още преди това обаче намиращите се в столицата епископи иконоборци започват да агитират столичните гарнизони, за да ги привлекат на своя страна. На 6 август пред патриаршеския храм се провежда митинг срещу свикването на събора. Това обаче не стряска Ирина и на 7 август Вселенският събор е  открит в храма на Светите Апостоли. Когато започва четенето на Евангелието, в църквата нахлуват въоръжени войници, които заплашват със смърт присъстващите на събора епископи, ако допуснат внасянето на идоли (икони) в Божия храм и потъпчат повелите на събора от 754 г. Така на присъстващите епископи не остава друго освен да се разотидат. Този неуспех не обезкуражава императрицата, която започва приготовления за свикване на нов събор. Под предлог, че войната с арабите е подновена, императорският двор е евакуиран в Тракия, а верните на иконоборството гарнизони са изпратени в Мала Азия срещу врага. В столицата за охрана е оставен гарнизон, набран от Тракия и Витиния, където иконоборството не придобива широко разпространение. За по-голяма безопасност обаче Ирина решава съборът да бъде проведен не в Константинопол, а в Никея, където през 325 г. е проведен Първият вселенски събор.
Вселенски събор от 787 г.
През май 787 г. императрицата отново разпраща свиква Вселенски събор в Никея. Съборът е открит на 24 септември същата година. На него присъстват около 350 духовници заедно с представители на папата и на останалите православни патриарси. Императрицата не взима участие, но изпраща свои представители. Проведени са общо осем заседания, последното от които се състои на 23 октомври в Константинопол, в присъствието на Ирина. Съборът възвестява края на иконоборството и възстановява почитта към иконите, като на четвъртото му заседание в храма тържествено е внесена икона.

### Край на регентството

#### Борба за престола
През периода на регентството си Ирина привиква да управлява самостоятелно и не желае да предаде управлението на сина си. Тя продължава да се отнася с него като с дете, а освен това го държи далеч от държавните дела. Константин дори живеел отделно от императорския двор.
През 788 г. императрицата разтрогва годежа на Константин с франкската принцеса. Причината за това вероятно се крие във факта, че през същата година франките нахлули в южноиталианската област Беневентум и в Истрия, а войските, които императрицата изпраща срещу тях, са разбити. Желаейки да ожени сина си, Ирина организирала избор на императорска невеста. В столицата са събрани знатни девойки от цялата страна, а изборът на императрицата пада върху Мария Амнийска.
Постепенно във византийския двор назрява недоволство срещу авторитарния размах на Ирининото управление. През 789 г. е организиран дворцов заговор, целящ да отстрани Ирина и да осигури цялата власт за Константин VI. Императрицата обаче е предупредена навреме за готвения преврат, след което последвала жестока разправа със заговорниците. Много са заточени, други са затворени и измъчвани, а самият Константин е подложен на телесно наказание и е затворен за няколко дни в стаята си.
През 790 г. Ирина се опитва да отстрани окончателно сина си от управлението, заставяйки войските да ѝ се закълнат в това, че докато тя е жива, те няма да позволят на сина ѝ да управлява. Това, както и неуспехите във войната с арабите, предизвиква недоволство сред войниците и когато през септември 790 г. заставят Арменския легион да положи клетвата, той се разбунтува и обявява Константин за единствен владетел на империята. Опитите на императрицата да усмири войниците не дават резултат и тя е принудена да отстъпи властта на сина си. Лишена от титлата августа, Ирина се оттегля в Елевтерийския дворец в Константинопол. Изолацията на Ирина обаче не е за дълго. След редица неуспешни походи срещу българите и арабите, през 792 Константин VI, посъветван от приближените си, реабилитира майка си, връща ѝ титлата Августа и ѝ позволява да се завърне в императорския дворец. Възстановявайки положението си в двора, Ирина отново пожелава да получи цялата власт. В продължение на пет години тя щателно подготвя окончателното отстраняване на сина си, като не пропуска възможност да го дискредитира пред народа, църквата и армията.

#### Преват срещу Константин VI
През юли 792 г. Константиновата армия претърпява поражение от войските на българския кан Кардам при Маркели. Неуспехите на Константин стават причина сред народа и войската да се заговори за избор на нов император, за какъвто често е споменаван Никифор – чичото на Константин. Това става причина Константин да предприеме предварителни мерки – през август Никифор е ослепен, а езиците на братята му са отрязани. По предложение на Ирина е ослепен и пълководецът Моселий, който е в основата на преврата срещу нея през 790 г. Жестокостта на императора окончателно го лишава от подкрепата на армията. Арменските полкове отново вдигат въстание, което е потушено със сила, но за сметка на това размириците в Мала Азия позволяват на арабите да завземат няколко византийски крепости.
Според Теофан най-успешният опит на императрица Ирина да дискредитира сина си е подкрепата ѝ за любовната му връзка с придворната ѝ дама Теодота. През 794 Константин, който не обича съпругата си, се развежда с Мария Амнийска и я принуждава да се замонаши, и през 795 г. се жени за Теодота. Вторият брак на императора разбунва общественото мнение в империята и предизвика остра реакция от страна на църквата, която отказва да признае брака на Константин и Теодота за законен. Започва и процедура за отлъчване на императора от църквата. Усилията на Константин да успокои духовенството не дават резултат, поради което той започва репресии срещу монасите, които не подкрепяли брака му с Теодота. Така Константин окончателно загубва подкрепата и на църковните среди. В този момент Ирина съвсем предвидливо защитава духовенството, с което си спечелва благоразположението на църковния клир.
Ирина ускорява приготовленията за предстоящия преврат срещу сина си, след като през 796 г. Теодота ражда син на императора. Детето обаче умира скоро, но заговорът вече е узрял напълно. На 17 юни 797 г. столичният гарнизон се разбунтува срещу императора, който успява да избяга от другата страна на Босфора и започва да събира верните си войски. В този момент Ирина се обръща към привържениците си в императорското обкръжение да се опълчат срещу сина ѝ, като дори ги заплашва с разправата, която ще последва в случай, че не предприемат нищо. В ранното утро на 15 август 797 г. заговорниците пленяват Константин и го откарват в Константинопол. Там по заповед на Ирина, Константин VІ е ослепен, което става в Порфирната зала на императорския дворец – същата, в която по-рано е роден императорът. По този начин властта отново се оказва в ръцете на Ирина, която заема официлно византийския престол.

## Василиса и самодържица на ромеите
На монетите, изсечени по нейно време, тя е изобразена с византийските имперски инсигнии и е наречена „василиса“.
В началото на управлението си Ирина започва да дарява богато църквите и манастирите, намалява данъците и митата и отваря множество приюти за бедни, с което успява бързо да спечели подкрепата на населението. Многобройните богатства, дарени от императрицата на църквата, са причина монасите хронисти от това време да пишат за императрицата като за благочестива жена, неспособна да посегне на сина си. По всичко обаче изглеждало, че царуването на Ирина ще приключи без императрицата да остави свой законен наследник на престола. Така сред придворните бързо се появяват различни кандидати за приемници на властта ѝ, а престолът става обект на дворцови интриги и борби между техните привърженици. Тези борби се изострят изключително силно през 799, когато Ирина заболява сериозно.
В Западна Европа обаче така и не признават императорската титла на Ирина, считайки, че след отстраняването на сина ѝ, римския (ромейския) императорски престол остава овакантен. Особено последователна в това отношение се оказва Римската църква, която вижда в това възможност да предаде императорската титла на западен владетел. Така на 25 декември 800 г. франксият крал Карл Велики е коронован от папа Лъв III за римски император. Карл дори е убеден от папата, че става император на единната Римска империя, т.е. Запада и Изтока. Естествено в Константинопол отказват да признаят императорската титла на Карл, считайки, че коронацията му е поредният опит на папата да принизи законната Римска империя. Карл Велики обаче решава да узакони статуса си чрез брак с Ирина и така да възстанови единството на Римската империя. В Контантинопол пристигат пратеници на Карл и папата, които предлагат на Ирина „да се съедини в брак с Карл и така да съедини Изтока и Запада“. По думите на Теофан срещу това се обявява патрицият Аеций, който смята да постави своя брат на престола след смъртта на Ирина. Самата Ирина обаче не отхвърля предложението, но плановете на Карл са провалени от преврата, извършен срещу императрицата по времето, в което Карловите пратеници се намират в Константинопол.

### Отстраняване от престола
На 31 октомври 802 г. срещу Ирина е извършен държавен преврат, начело с главния ковчежник Никифор Геник. Никифор и сподвижниците му привличат на своя страна началника на войската и разпространяват слуха за възможно завземане на властта от патриция Аеций, когото императрицата прави първи човек в империята, но и когото не обичат заради деспотизма му. След като обкръжават с верните си войски Елевтерийския дворец заедно с императрицата вътре, заговорниците провъзгласяват Никифор за император. На следващия ден патриарх Тарасий коронова Никифор в храма „Св. София“. Никифор обещава, че Ирина ще запази всичките си привилегии и ще продължи да ползва Елевтеийския дворец, ако признае властта му. Въпреки това. след като се заклева в новия император, Ирина е заточена в манастир на Принцовите острови в Мраморно море. По-късно Ирина е преместена по-далеч от столицата – в манастир на остров Лесбос, където умира на 9 август 803 г.

## Други факти
През 784 г. Ирина, синът ѝ Константин и голяма свита от придворни и висши офицери посещават град Верея (Берое), намиращ се по това време в пределите на Източната римска империя. Ирина отпуска средства за възстановяване на крепостната стена на града и за заселването в него на хора от малоазиатските провинции. На града е дадено името Иринополис, което обаче не се запазва задълго – след като българите заемат Горна Тракия предишното име е възстановено в неговия славянизиран вариант Боруй.